# Pseudoxyrhopus tritaeniatus
Pseudoxyrhopus tritaeniatus är en ormart som beskrevs av Mocquard 1894. Pseudoxyrhopus tritaeniatus ingår i släktet Pseudoxyrhopus och familjen snokar. Inga underarter finns listade i Catalogue of Life.
Denna orm förekommer på östra Madagaskar. Habitatet utgörs av fuktiga skogar. Pseudoxyrhopus tritaeniatus har gnagaren Nesomys rufus och andra smådjur som föda. Honor lägger ägg.
Beståndet hotas regionalt av skogsröjningar. Hela populationen anses vara stor men den minskar. IUCN kategoriserar arten globalt som livskraftig.